# Arctodiaptomus burduricus
Arctodiaptomus burduricus is een eenoogkreeftjessoort uit de familie van de Diaptomidae. De wetenschappelijke naam van de soort is voor het eerst geldig gepubliceerd in 1939 door Kiefer.